# Klara Buda
Klara Buda (ur. 13 maja 1964 w Elbasanie) – albańska pisarka, eseistka i dziennikarka, szefowa albańskiej redakcji RFI.

## Życiorys
Klara Buda urodziła się w Elbasanie. W 1997 pracowała jako niezależna dziennikarka w BBC, następnie dołączyła do Radio France Internationale. W 1998 roku pracowała przez krótki czas w Dziale Komunikacji UNESCO. W RFI pełniła funkcję szefowej albańskiej redakcji, w 2010 roku opuściła radio w związku z redukcją etatów.

## Twórczość
- Kloroform (2009) ISBN 978-99943-0-139-3.
- Kosova mon amour: Kosova, totalitarizmi, letërsia (2017) ISBN 978-9951-721-42-4.
- Pëshpërimë gruaje (2017) ISBN 978-9928-213-13-6.
- Rrefenja kuteliane (2017) ISBN 978-9928-06-185-0.